# Земля, забута часом (фільм)
«Земля, забута часом» (англ. The Land That Time Forgot) — американський художній фільм знятий за однойменним оповіданням Едгара Райса Берроуза.

## Сюжет
В кінці Другої світової війни знаходять рукопис, який містить дивовижну розповідь. У 1916 році моряки британського вантажного корабля, захопленого німецьким підводним човном, були віднесені течією до острова Капрона, де виявили світ динозаврів, вулканів і первісних людей. У рукописі описані всі пригоди, які їм довелося пройти.

## У ролях
- Даг Макклер — Бовен Тайлер
- Джон МакІнері — капітан Фон Шонвортс
- Сьюзен Пенгаліґон — Ліза Клейтон
- Кіт Баррон — Бредлі
- Ентоні Ейнлі — Дітц
- Годфрі Джеймс — Борг
- Боббі Парр — Агм
- Деклан Малголланд — Олсон
- Колін Фаррелл — Вайтлі
- Бен Говард — Бенсон
- Рой Голдер — Плессер
- Ендрю МакКаллок — Сінклер
- Рон Пембер — Джонс
- Грехам Маллард — Деусетт
- Ендрю Лодж — Ройтер
- Брайан Голл — Шварц
- Стенлі Макґіг — Гіллер
- Пітер Спрул — Гіндлі
- Стів Джеймс — перший Сто-Лу